# علف جگن بیگلو
 علف جگن بیگلو(نام علمی: Artemisia bigelovii) نام یک گونه از سرده درمنه‌ها است.